# Neptunova fontana (Napulj)
Neptunova fontana (tal. Fontana del Nettuno) je monumentalna fontana koja se nalazi na trgu Municipio u Napulju, Italija. Fontana se do kraja 2014. godine nalazila preko puta via Medina preko puta crkve Santa Maria Incoronata i nekoliko vrata južno od crkvenog kompleksa Pieta di Turchini. Danas se fontana nalazi ispred zgrade Gradske vijećnice, a njena lokacija je promijenjena zbog izgradnje nove stanice podzemne željeznice (stanica Municipio, linija 1).

## Povijest
Njegova izgradnja datira iz razdoblja španjolskog potkraljevstva Enriquea de Guzmana, grofa od Olivaresa. Izgradio ju je Giovanni Domenico D'Auria prema nacrtu švicarskog arhitekta Domenica Fontane, između 1600. i 1601. godine. U njegovu dovršenju sudjelovali su i kipari-arhitekti Michelangelo Naccherino, Pietro Bernini i Cosimo Fanzago.
Izvorno je fontana stajala u blizini Arsenala u luci. Godine 1629. prebačena je u Largo di Palazzo (sada Piazza del Plebiscito), u blizini Kraljevske palače u Napulju, ali budući da je ometala festivale koji su se održavali na tamošnjem trgu, fontana je ponovno premještena u Borgo Santa Lucia, u blizini Castel dell'Ovo. Tamo su dodani još kipova, ovi Fanzagovi. Godine 1638. ponovno je premještena, ovoga puta na Largo delle Corregge, danas Via Medina. Tijekom Masaniellove pobune 1647. kip je oštećen. Daljnja šteta nastala je tijekom pljačkanja Napulja 1672. od potkralja Pedra Antonija de Aragóna. Godine 1675. obnovljena je i premještena u Molo Grande.
Ova migratorna fontana nastavila se kretati Napuljem: 1886. je rastavljena, da bi se dvije godine kasnije ponovno pojavila na Piazza Plaza della Borsa (danas Plaza Giovanni Bovio), gdje je stajala do 2000., kada je vraćena u Via Medinu kako bi omogućila za rad na napuljskom metrou.

## Opis
Fontana je kružnog oblika i okružena balustradom. Voda teče iz četiri lava koji drže štitove sa simbolima Medina y de Carafa. Dvije morske nemani toče vodu u središnju školjku, ukrašenu dupinima i tritonima koji također ispuštaju vodu; ovo je isklesao Pietro Bernini. U sredini, na stijeni, dvije nimfe i dva satira drže tanjur na kojem se nalazi kip Neptuna s trozubom; ovaj je dio isklesao Naccherino.

## Kronologija premještanja
- 1595–1599: lučki arsenal
- 1628: Largo di Palazzo (Piazza Plebiscito)
- 1634: Borgo Santa Lucia
- 1639: Via Medina
- 1675: Molo Grande
- 1898.: Piazza Borsa (Piazza Giovanni Bovio)
- 2001: Via Medina
- 2015: Piazza Municipio

## Vanjske poveznice
|  | Zajednički poslužitelj ima još gradiva o temi Neptunova fontana (Napulj) |